# دیگو پرالتا (بازیکن فوتبال آرژانتینی)
دیگو پرالتا (انگلیسی: Diego Peralta؛ زادهٔ ۲۷ سپتامبر ۱۹۹۶) بازیکن فوتبال اهل ایتالیا است.
از باشگاه‌هایی که در آن بازی کرده‌است می‌توان به باشگاه فوتبال نووارا اشاره کرد.